# Thomas Gerald Dalby
Thomas Gerald Dalby, britanski general, * 1880, † 1963.